# Communauté d'agglomération Cap Excellence
La communauté d'agglomération Cap Excellence, anciennement communauté d'agglomération Centre Guadeloupe est une communauté d'agglomération située en Guadeloupe (France). 

## Historique
Depuis 1963, les villes des Abymes et de Pointe-à-Pitre travaillent en intercommunalité au sein du Syndicat intercommunal d'assainissement de Pointe-à-Pitre et des Abymes qui est devenu plus tard, le Syndicat Intercommunal des Eaux de Pointe-à-Pitre et des Abymes (SIEPA). 
À la création de la communauté d'agglomération, les délégués communautaires ont souhaité qu'elle soit compétente pour ses villes membres dans les domaines de l'eau et de l'assainissement. Le SIEPA a donc intégré Cap Excellence en devenant son service « Eau et Assainissement ». Cap Excellence a été la première communauté d'agglomération du département de la Guadeloupe, le reste de la Guadeloupe étant alors divisé entre quatre communautés de communes : communauté de communes du Nord Grande-Terre, communauté de communes du Nord Basse-Terre, communauté de communes du Sud Basse-Terre et communauté de communes de Marie-Galante. Les trois premières deviendront ultérieurement des communautés d'agglomération.
La « communauté d’agglomération des territoires des Abymes et de Pointe-à-Pitre » a été créée sous le nom de « CAP Excellence », le 30 décembre 2008, par un arrêté du préfet de la Guadeloupe  (CAP étant initialement un acronyme pour « Communauté des territoires des Abymes et de Pointe-à-Pitre », le projet initial ne comprenant pas Baie-Mahault). Elle a finalement réuni les communes de Pointe-à-Pitre, Les Abymes, et Baie-Mahault, cette dernière contestant ce rattachement en souhaitant l'être à la communauté de communes du Nord Basse Terre, mais l'acronyme n'a pas été modifié et a perdu sa signification lors de la création finale. Toutefois, réunies en communauté d'agglomération, les villes ne perdent ni leur autonomie, ni leur identité. Ainsi, les conseillers municipaux et les agents communaux de chacune des deux collectivités restent les interlocuteurs attitrés des administrés. En outre, elle a intégré les services du SIEPA.

## Territoire communautaire

### Géographie
Le territoire de la communauté est situé à la jonction des îles de Basse-Terre et de Grande-Terre, de part et d'autre de la Rivière Salée.

### Composition
La communauté d'agglomération est composée des 3 communes suivantes :

| Nom                    | Code Insee | Gentilé          | Superficie (km2) | Population (dernière pop. légale) | Densité (hab./km2) |
| ---------------------- | ---------- | ---------------- | ---------------- | --------------------------------- | ------------------ |
| Pointe-à-Pitre (siège) | 97120      | Pontois          | 2,66             | 14 855 (2022)                     | 5 585              |
| Les Abymes             | 97101      | Abymiens         | 81,25            | 51 760 (2022)                     | 637                |
| Baie-Mahault           | 97103      | Baie-Mahaultiens | 46               | 30 943 (2022)                     | 673                |

### Démographie
| 1967   | 1974   | 1982   | 1990    | 1999    | 2009    | 2014    | 2020   |
| ------ | ------ | ------ | ------- | ------- | ------- | ------- | ------ |
| 76 831 | 85 842 | 91 950 | 103 670 | 107 391 | 105 094 | 102 809 | 97 762 |

## Administration

### Siège
Le siège de la communauté d'agglomération est situé à Pointe-à-Pitre.

### Élus
Cap Excellence est administrée par le conseil communautaire composé de 48 conseillers élus lors des élections municipales et communautaires de 2020.
Ils sont répartis comme suit :
- Les Abymes : 24 sièges ;
- Baie-Mahault : 16 sièges ;
- Pointe-à-Pitre : 8 sièges.

Le conseil communautaire est l'organe délibérant de la communauté. Il se réunit au moins une fois par trimestre afin de prendre des décisions relatives à des sujets relevant des domaines de compétence de Cap Excellence.
Le bureau de ce conseil est formé du président, des 14 vice-présidents et de 10 conseillers. Elle est présidée par Éric Jalton, maire des Abymes.

### Présidence
| Période                                  | Période  | Identité       | Étiquette | Qualité                             |
| ---------------------------------------- | -------- | -------------- | --------- | ----------------------------------- |
| 2008                                     | 2014     | Jacques Bangou | PPDG      | Maire de Pointe-à-Pitre             |
| 2014 Réélu en 2020                       | En cours | Éric Jalton    | DVG       | Maire des Abymes Député (2002-2017) |
| Les données manquantes sont à compléter. |          |                |           |                                     |

### Compétences
La communauté d'agglomération s'est fixé les compétences suivantes :
- Compétences obligatoires (article L.5216-5 du CGCT) :
  - développement économique ;
  - aménagement de l'espace communautaire ;
  - équilibre social de l'habitat - programme local de l'habitat ;
  - politique de la ville dans la communauté ;
- Compétences optionnelles :
  - création ou aménagement et entretien de voirie d'intérêt communautaire ;
  - assainissement des eaux usées ;
  - eau potable (production, transport et stockage) ;
  - protection et de mise en valeur de l'environnement et du cadre de vie ;
  - construction, aménagement, entretien et gestion d'équipements culturels et sportifs d'intérêt communautaire ;
- Compétences facultatives :
  - production de plats cuisinés pour la restauration collective à caractère social ;
  - acquisition du terrain d’assiette du siège de la communauté.

### Régime fiscal et budget
Le régime fiscal de la communauté d'agglomération est la fiscalité professionnelle unique (FPU).

## Projets et réalisations
Un projet de tramway avec deux lignes a été voté le 9 septembre 2013 par Cap Excellence. 
La première phase devait relier, en 2019, le nord des Abymes au centre-ville de Pointe-à-Pitre. La deuxième phase, en 2023, devait compléter la première en desservant l'université. À l'horizon 2030, il était prévu deux lignes : la ligne 1 de Lauricisque à Baie-Mahault et la ligne 2 jusqu'à Belle plaine au Gosier
Le projet est finalement abandonné en janvier 2018, faute d'argent, remplacé par un bus à haut niveau de service.